# Christiaan August van Anhalt-Zerbst
Christiaan August (Dornburg, 29 november 1690 – Zerbst, 16 maart 1747) was vorst van Anhalt-Zerbst van 1742 tot 1747. Hij was een zoon van prins Johan Lodewijk (I) van Anhalt-Zerbst-Dornburg en Christina Eleonora van Zeutsch.
Na een militaire loopbaan volgde Frederik August in 1742 samen met zijn broer Johan Lodewijk (II) hun neef Johan August op. Nadat zijn broer in november 1746 overleed, voerde hij het bewind over vorstendom Anhalt-Zerbst het laatste half jaar van zijn leven alleen.
Christiaan August huwde op 8 november 1727 met hertogin Johanna Elisabeth van Holstein-Gottorp, dochter van Christiaan August van Holstein-Gottorp. Zij kregen vijf kinderen:
- Willem Christiaan Frederik (Stettin, 17 november 1730 - Dornburg, 27 augustus 1742)
- Frederik August (Stettin, 8 augustus 1734 – Luxemburg, 3 maart 1793)

∞ I (Zerbst 17 november 1753) prinses Caroline van Hessen-Kassel (Kassel, 10 mei 1732 - Zerbst, 22 mei 1759)
∞ II (Ballenstedt 27 mei 1764) prinses Frederika van Anhalt-Bernburg (1744 – 12 april 1827)
- Sophie Augusta Frederika (Stettin, 2 mei 1729 – Tsarskoje Selo, 17 november 1796), de latere Catharina II, tsarina van Rusland van 1762 tot 1796

∞ (Sint-Petersburg, 1 september 1745) grootvorst Peter van Rusland (Kiel, 21 februari 1728 – Sint-Petersburg, 18 juli 1762), tsaar van Rusland 1762
- Augusta Christina Charlotte (Stettin, 10 november 1736 – aldaar, 24 november 1736)
- Elisabeth Ulrike (Berlijn, 17 december 1742 - Zerbst, 5 maart 1745)